# Ouzouer-sous-Bellegarde

Ouzouer-sous-Bellegarde este o comună în departamentul Loiret din centrul Franței. În 2009 avea o populație de 267 de locuitori.